# عیترون
عیترون (به عربی: عیترون) یک منطقهٔ مسکونی در لبنان است که در استان نبطیه واقع شده‌است.